# جيمس إي. إنجلش
جيمس إي. إنجلش (بالإنجليزية: James E. English)‏ هو سياسي أمريكي، ولد في 13 مارس 1812 في نيو هيفن في الولايات المتحدة، وتوفي بنفس المكان في 2 مارس 1890. حزبياً، نشط في الحزب الديمقراطي.

## مناصب
- انتخب عضو مجلس ولاية كونيتيكت.
- انتخب عضو مجلس نواب كونيتيكت.
- انتخب حاكم كونيتيكت  [لغات أخرى]‏.
- انتخب عضو مجلس النواب الأمريكي.
- انتخب عضو مجلس الشيوخ الأمريكي.